# Robert Szpręgiel
Robert Szpręgiel (ur. 18 maja 1974 w Mławie) – polski śpiewak operowy, baryton.

## Życiorys
Naukę zaczynał w lokalnej szkole muzycznej od gry na akordeonie. Ukończył studia w Akademii Muzycznej im. Stanisława Moniuszki w Gdańsku. W trakcie studiów brał udział w licznych spektaklach operowych, w tym główne role w takich operach jak „Aptekarz” Josepha Haydna czy „Eugeniusz Oniegin” Piotra Czajkowskiego.
Pracował w Teatrze Muzycznym „Roma” w Warszawie, w spektaklach takich jak „Orfeusz w piekle”, „Miss Saigon” czy „Piotruś Pan” do muzyki Janusza Stokłosy. Po kilku latach wrócił do śpiewu klasycznego – w Warszawskiej Operze Kameralnej przez 14 lat występował w dziełach Mozarta, Moniuszki czy Verdiego. Występował, m.in. w Niemczech, Hiszpanii, Francji, Szwajcarii i Japonii. W repertuarze artysty znajdują się partie wokalne i operowe w utworach Bacha, Ravela, Bizeta, Chopina, czy Bairda. Aktualnie jest solistą Polskiej Opery Królewskiej.
W 2022, wziął udział w siedemnastej edycji programu rozrywkowego Twoja twarz brzmi znajomo, emitowanego w telewizji Polsat.

## Ważniejsze role
| Tytuł                | Kompozytor              | Rola      | Miejsce                    |
| -------------------- | ----------------------- | --------- | -------------------------- |
| Orfeusz w piekle     | Jacques Offenbach       | Morfeusz  | Teatr Muzyczny Roma        |
| Così fan tutte       | Wolfgang Amadeus Mozart | Guglielmo | Warszawska Opera Kameralna |
| Cyrulik sewilski     | Gioachino Rossini       | Figaro    | Polska Opera Królewska     |
| Dziady               | Stanisław Moniuszko     | Guślarz   | Polska Opera Królewska     |
| Straszny dwór        | Stanisław Moniuszko     | Maciej    | Polska Opera Królewska     |
| Don Giovanni         | Wolfgang Amadeus Mozart | Masetto   | Polska Opera Królewska     |
| La finta giardiniera | Wolgang Amadeus Mozart  | Nardo     | Polska Opera Królewska     |